# Robert S. Griffin

Rear Admiral Robert S. Griffin, USN

Robert Stanislaus Griffin (* 27. September 1857; † 21. Februar 1933) war ein US-amerikanischer Marineoffizier im Dienstgrad eines Konteradmirals. 

## Leben
Robert S. Griffin wurde am 27. September 1857 geboren. 1878 schloss er die United States Naval Academy ab und trat als Ingenieur in die Dienste der US Navy. Er diente auf der Korvette USS Quinnebaug, auf dem Panzerkreuzer USS Tennessee (ARC-10), auf dem geschützten Kreuzer USS Philadelphia (C-4), und auf dem Kanonenboot USS Vicksburg (PG-11).
Zeitweise war er auch als Mitarbeiter des Bureau of Steam Engineering im Marineministerium tätig. An Bord der USS Mayflower (PY-1), der späteren Präsidentenyacht, nahm Griffin im Spanisch-Amerikanischen Krieg an der Blockade von Santiago de Cuba teil. Nach weiteren Aufenthalten auf See wurde er 1905 Flotteningenieur der Atlantikflotte auf dem Einheitslinienschiff USS Kearsarge (BB–5).
1913 wurde er Direktor des Bureaus on Steam Engineering. In dieser Funktion verwaltete er die Umrüstung des Kriegsschiffsbestands von kohle- auf ölbetriebene Motoren und war außerdem für die Überwachung der Ölreserven verantwortlich. Griffin warnte nachdrücklich davor, die Verwaltung dieser an das Innenministerium abzutreten. Seine Bedenken wurden ignoriert, sodass der Teapot-Dome-Skandal überhaupt erst möglich gemacht werden konnte. 1921 ging Robert S. Griffin in Rente. Er verstarb 1933 im Alter von 75 Jahren und wurde auf dem Nationalfriedhof Arlington bestattet.